# Alpaca
Vicugna pacos, conhecido pelo nome comum de alpaca, é um mamífero sul-americano estreitamente aparentado com a vicunha e, um pouco mais distante, com o guanaco e a lhama. A alpaca é um animal da família dos camelídeos. É menor que a lhama, tendo uma pelagem mais longa e macia. É criada no Peru, Chile e na Bolívia (região dos Andes) como fonte financeira principal, para o aproveitamento da sua lã (fibra de alpaca). O hábito de cuspir também é comum na alpaca, que o utiliza para mostrar agressividade ou como método de defesa, mas ela é muito dócil.

## Etimologia
"Alpaca" vem do quíchua paco, "vermelho", numa referência à cor do seu pelo.

## Característica da alpaca
A alpaca possui porte menor que a lhama e, assim como ela, seu pelo possui diferentes tonalidades de cores, chegando a um total de 22 cores. Pode alcançar 1,20 a 1,50 (ou 1,65 na especie Ivana.pacos) de estatura dos pés à cabeça e seu peso pode variar de 45 a 90 kg.

## Gestação
Seu período de gestação é de 335 dias (pouco mais de 11 meses) e nasce com peso aproximado de 7 kg. A fêmea produz geralmente uma cria por ano, sendo raros os casos de gêmeos na família das alpacas.

## Ambiente natural
Alpacas, animais ruminantes da família dos camelídeos (da qual também são as lhamas e as vicunhas), são nativos da Cordilheira dos Andes. Existem também espécimes nos Estados Unidos, Canadá, Nova Zelândia e Austrália. A maior população de alpacas encontra-se hoje no Peru, com aproximadamente 3 milhões de cabeças, mais que 87% de sua população mundial.
Diferente da vicunha, as alpacas e as lhamas são animais domésticos.

## Característica da fibra
Seu pelo é semelhante ao do camelo, porém  mais áspero. Suas fibras são melhores do que as da lhama. O comprimento do seu pelo varia de 8 a 20 cm, mas o pelo fundamental tem 8 a 12 cm de comprimento, é fino, macio, com pouca ondulação e brilho sedoso. O crescimento da fibra anual varia de 9 a 12 cm.
Existem duas variedades diferentes de alpaca: a Huacaya e a Suri.
A alpaca Huacaya tem fibras densas e esponjosas que cobrem todo seu corpo deixando apenas a cara e as patas cobertas com pelo curto. Seu pelo cresce perpendicular ao corpo e tem um frizo definido em toda sua área. É a alpaca mais produzida no Peru, com aproximadamente 93% da criação.
A variedade Suri apresenta fibras lisas, sedosas e compridas. A fibras crescem paralelamente ao corpo do animal. Sua população no mundo é estimada em 150.000 e, por ser tão rara, sua fibra é altamente valorizada no mercado.

## Tosquia
A tosquia é feita uma vez a cada ano, sempre no mês de novembro, pois é quando está chegando o verão. A tosquia do animal não é feita apenas para a obtenção de sua fibra, mas também para a sua higiene e conforto. Pode-se obter pouco mais de 1,5 kg de fibra por animal.
Antes de a alpaca ser tosquiada, ela passa por um processo de limpeza, para tirar poeira, eventuais gravetos ou outras sujeiras, pois quanto mais limpa for a fibra, menos se perde e maior é o seu aproveitamento. Após a tosa seu pelo é classificado para então ser vendido.

## Corte transversal
Após o corte transversal da fibra, vê-se que é oca. Existem algumas que não são, sobretudo as mais finas e novas.